# اوغدم (یوسف‌علی)
اوغدم (به ترکی استانبولی: Öğdem، به ارمنی: Օկդեմ) یک منطقهٔ مسکونی در ترکیه است که در یوسف‌علی واقع شده‌است. اوغدم ۱۴۵ نفر جمعیت دارد.